# Ernst Wilhelm von Spörcken

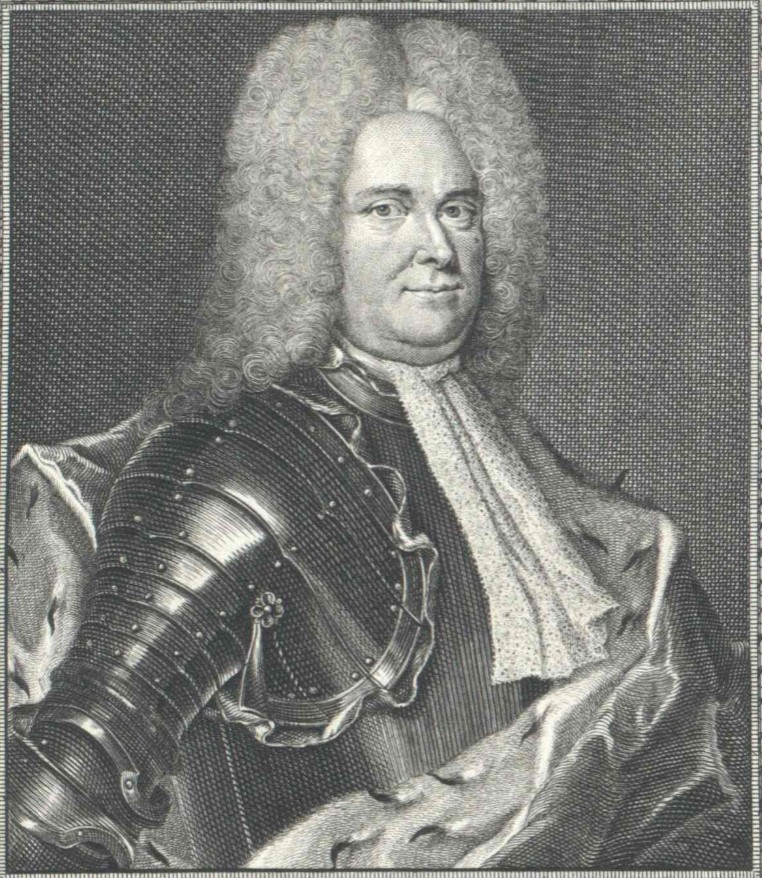
gerüstet unter Allongeperücke: „Ernestus Guilielmus Liber Baro de Spörcke“;
Kupferstich (Ausschnitt) 1726 von Christian Fritzsch in Hamburg nach Vorlage post mortem von J. G. Fritzsch junior; Österreichische Nationalbibliothek

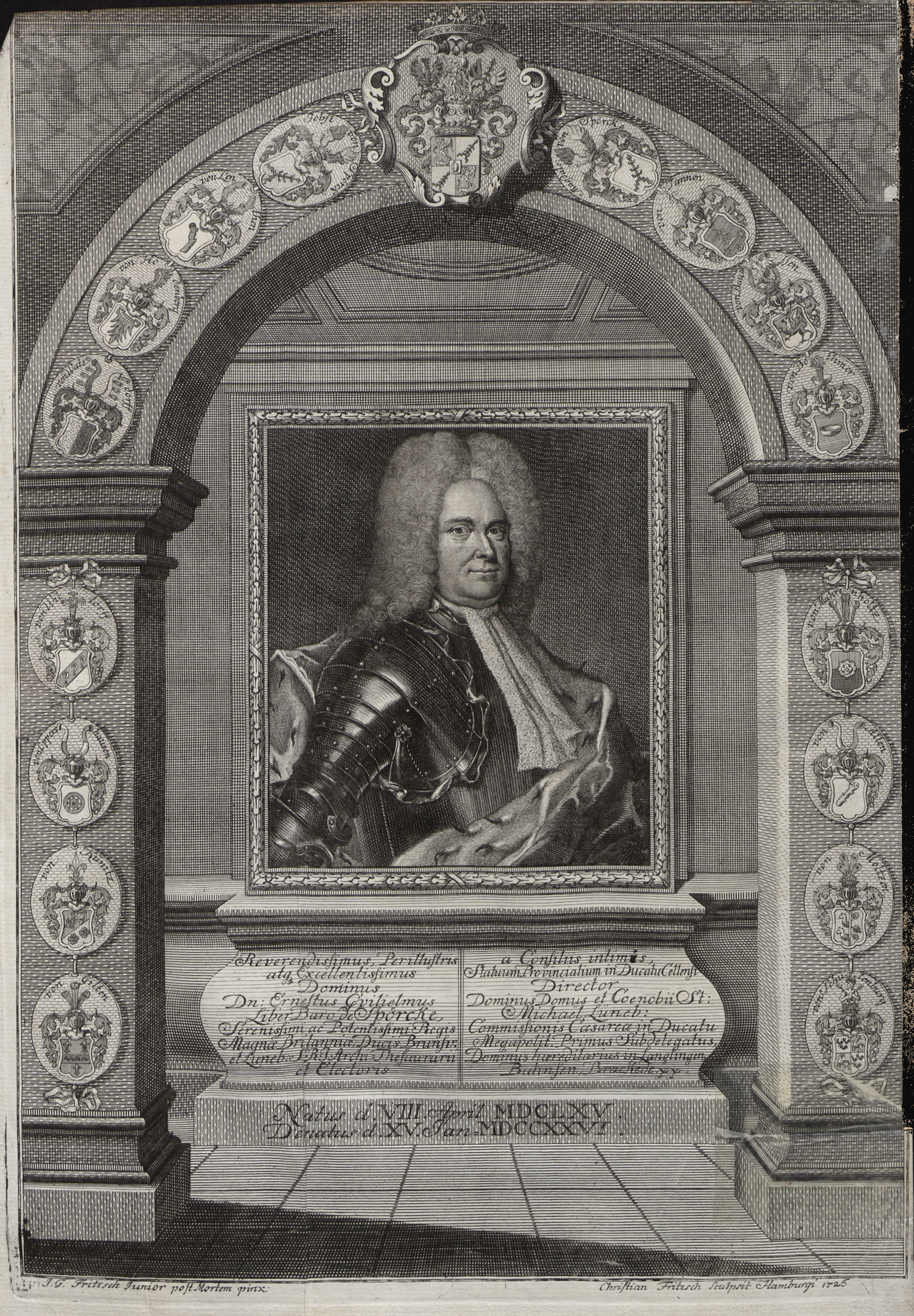
„Ernestus Guilielmus Liber Baro de Spörcke“ hinter Familienwappen der ;
Georg-August-Universität Göttingen

Ernst Wilhelm von Spoercken oder Ernst Wilhelm von Spörken (geboren 8. April 1665 in Langlingen; gestorben 15. Januar 1726 in Lüneburg) war ein deutscher Gutsbesitzer, Jurist, Legations- und Kammerrat, Gesandter und Abt und Landschaftsdirektor des Lüneburger Klosters St. Michaelis.

## Leben
Von Spörcken wirkte als Direktor der Land- und Ritterschaft im Fürstentum Celle, von 1700 bis 1726 zugleich als Vertreter des Lüneburger Klosters St. Michaelis. In diesem Zeitraum besuchte er unter anderem die Ritterakademie in Lüneburg, von der er am 22. Dezember 1723 abging.
Zeitweilig wirkte von Spörcken zudem als Kurhannoverscher Geheimer Rat sowie als kaiserlicher Subdelegierter im Herzogtum Mecklenburg-Schwerin.

## Archivalien
Archivalien von und über von Spörcken finden sich beispielsweise
- im Niedersächsischen Landesarchiv (Abteilung Wolfenbüttel) als Verzeichnung (Urkunde) mit Unterschriften und Siegeln in Holzkartuschen an Pergamentstreifen vom 15. April 1704 unter dem Titel Ernst Wilhelm von Spörcken, Direktor, Rat u. Oberaufseher der Ritterschule zu St. Michaelis in Lüneburg, Erbherr auf Langlingen, u. Johann Herbord von Bülow, Erbherr auf Essenrode, Hochfürstl. Braunschw.-Lüneb. Schatzrat, als Vormünder des Werner Henrich von Kampen, belehnen die von Kalm mit den Gütern zu Wardesbüttel u. Grafenhorst, - - den Königl. Preuss. Rat Autor Heinrich von Kalm, Georg Christoph u. Henning Albrecht v. Kalm, des sel. Jürgen Söhne, Curd Kalm, des sel. Curd Sohn, Heinrich Christoph, des sel. Hans Sohn, Johann, des sel. Henning Sohn, Johann Georg, des sel. Joh. Konrad Sohn - - Lehnware = 30 Gulden Münze à 10 Neue Schillinge. So geschehen Zell den 15. April 1704; Archivsignatur NLA WO 114 Urk Nr. 387a[4]